# Зубдат ал-асар
«Зубдат ал-асар» (чагат. زبدة الآثار‎ — «Сливки летописей») — историческое сочинение староузбекского историка XVI в. Абдуллы Насраллахи на чагатайском языке.
Полное название сочинения — «Тарих-и зубдат ал-асар» («История, названная сливки летописей»); другое название — «Тамм ат-таварих» (чагат. تم التواريخ‎ — «Полное собрание хроник»).

## Биография автора
Об авторе известно, что он был одним из образованных людей города Балх, находился на службе у Тимуридов. После захвата в начале XVI в. Хорасана Мухаммадом Шайбани поступил на службу к Шибанидам и некоторое время находился при их дворе. После смерти Мухаммада Шайбани в 1510 году в сражении с войском Сефевидов (Кызылбашей) бежал вместе с узбеками в район Сырдарии (Туркистан). Вскоре Абдаллах Балхи нашёл приют у Шибанида Суйунчи-Ходжа-хана, правителя Ташкента, и поступил на службу к младшему сыну хана — Мухаммад-султану (Кельди Мухаммад-хану, ум. в 1533 году).

## Содержание произведения
«Зубдат ал-асар» Абдаллах Балхи написал по поручению Мухаммад-султана. Сочинение представляет собой произведение по всеобщей истории. Автор широко использовал труды и других средневековых ученых. В нём повествуются исторические события от «сотворения мира» и до 1525 года, то есть до времени смерти Суйунчи-Ходжа-хана. Особый интерес представляет последняя, оригинальная часть сочинения о политической истории Средней Азии XV—XVI вв., где содержатся материалы о жизни и деятельности некоторых, наиболее значительных представителей династии Шибанидов, сведения по истории Казахского ханства, о взаимоотношениях казахских ханов с Шибанидами. Ценны сведения о военном походе Мухаммада Шайбани против казахского хана Касыма в 1509/10 году, в результате которого войско Шибанидов потерпело сокрушительное поражение, о походе Касым-хана в 1513 году на Ташкент и др. При этом автор выступает свидетелем и очевидцем, а нередко и участником, сообщаемых им событий. До наших дней дошли три рукописи, которые хранятся в Санкт-Петербурге, Ташкенте (оба без названия) и Лондоне.